# Kamennomostski
Kamennomostski (en ruso: Каменномостський; en adigué: Каменномост, Kamennomost) es un asentamiento de tipo urbano del raión de Maikop de la república de Adiguesia, en Rusia. Es conocido asimismo informalmente como Jadzhoj (Хаджох). Está situado a orillas del Bélaya, 26 km al sur de Tulski, centro administrativo y a 40 km en la misma dirección de Maikop, la capital de la república. Su población en 2010 era de 7 213 habitantes.
Es cabeza del municipio Kamennomostskoye, al que pertenecen asimismo Vesioli y Pobeda.

## Historia
En el territorio del poblado actual se situaba un aúl adigué, famoso por su prolongada resistencia bajo el mando de Magomet-Amin, naib a las órdenes del imán Shamil, contra el ejército ruso durante la Guerra del Cáucaso. En 1862 en el lugar del devastado aúl fue construido un fuerte defensivo cosaco, que sería más tarde la stanitsa Kamennomóstskaya (Каменномостская) del raión Maikopski de óblast de Kubán. Desde 1948 la localidad goza del estatus de asentamiento de tipo urbano.

## Demografía

### Evolución demográfica
| 1989  | 2002  | 2010  |
| ----- | ----- | ----- |
| 8.292 | 7.580 | 7.213 |

### Nacionalidades
De los 7 580 habitantes que tenía en 2002, el 92.3 % era de etnia rusa, el 3.2 % era de etnia ucraniana, el 0.8 % era de etnia armenia y el 0.4 % era de etnia adigué.

## Lugares de interés
El cañón de Jadzhoj (Хаджохская теснина), que mide hasta 45 metros de profundidad y un tiene un mínimo de anchura de 3 metros está cerca del asentamiento, en el curso del río Bélaya. El nombre moderno del asentamiento, Kamennomostski (puente de priedra") deriva del hecho de que un desprendimiento de rocas formó un puente natural sobre el cañón.
En los alrededores se hallan los restos del Eremitorio de San Miguel de Athos de Transkubania (en Pobeda), durante un tiempo el más grande del Cáucaso Norte, dolmenes, y cuevas kársticas.
A algunos kilómetros de la localidad se encuentra la ruta excursionista del río Rufabgo. A unos metros de la cascada Shum, se encuentra la cueva Skvoznaya, de interés espeleológico.

## Economía y transporte

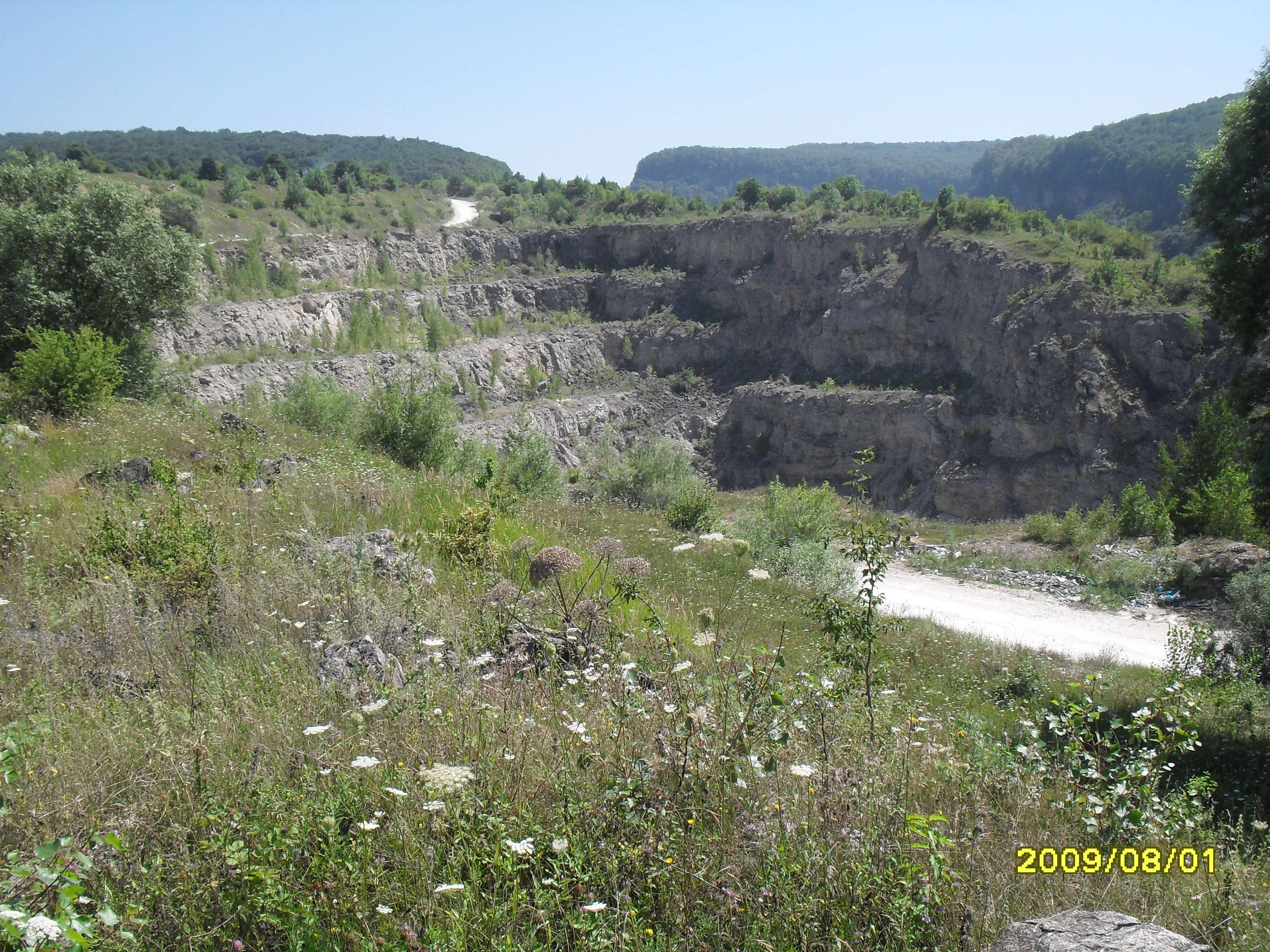
Cantera de Kamennomostski.

Los principales sectores de la economía de la ciudad son el maderero, el de la extracción de piedra calcárea y los servicios turísticos.
Está conectada al sistema del ferrocarril del Cáucaso Norte por la estación Jadzhoj.